# ATP Challenger Tour Finals
El ATP Challenger Tour Finals fue un torneo de tenis jugado en el final de cada año, la participación de los ocho mejores jugadores del circuito ATP Challenger.
Al igual que los ATP World Tour Finals, el ATP Challenger Tour Finals no es un simple torneo de eliminación directa. Ocho jugadores se dividen en dos grupos de cuatro, por lo que jugarán tres partidos de round-robin cada uno contra los otros tres jugadores de su grupo. A partir de ahí, los dos jugadores con los mejores registros en cada grupo avance a las semifinales, con la reunión de los ganadores en la final para determinar el campeón.

## Ediciones

### Individuales
| ATP Challenger Tour Finals |                     |                         |                     |           |
| Ciudad                     | Año                 | Campeón                 | Finalista           | Resultado |
| São Paulo                  |                     |                         |                     |           |
| 2011                       | Cedrik-Marcel Stebe | Dudi Sela               | 6–2, 6–4            |           |
| 2012                       | Guido Pella         | Adrian Ungur            | 6–3, 6–7(4), 7–6(4) |           |
| 2013                       | Filippo Volandri    | Alejandro González      | 4–6, 6–4, 6–2       |           |
| 2014                       | Diego Schwartzman   | Guilherme Clezar        | 6–2, 6–3            |           |
| 2015                       | Íñigo Cervantes     | Daniel Muñoz de La Nava | 6–2, 3–6, 7–6       |           |

## Títulos por jugador
En cursiva los jugadores activos
| Jugador                        | # | Años |
| Cedrik-Marcel Stebe (Alemania) | 1 | 2011 |
| Guido Pella (Argentina)        | 1 | 2012 |
| Filippo Volandri (Italia)      | 1 | 2013 |
| Diego Schwartzman (Argentina)  | 1 | 2014 |
| Íñigo Cervantes (España)       | 1 | 2015 |